# Szatori-generáció

A szatori-generáció (japán nyelven: さとり世代) egy japán nyelvű neologizmus, amelyet olyan japán fiatalok leírására használnak, akik látszólag elérték a buddhista megvilágosodott, anyagi vágyaktól mentes állapotot, de a valóságban a makrogazdasági trendek miatt feladták az ambíciójukat és a reményt. 2010 körül alkották meg a kifejezést. A kifejezés 2010 körül született. A Satori generációt nem érdekli a pénzkeresés, a karrierépítés és a feltűnő fogyasztás, de még az utazás, a hobbi és a romantikus kapcsolatok sem; alkoholfogyasztásuk jóval alacsonyabb, mint a korábbi generációk japánjainak. Ők a Waithood időszakában élnek, és NEET személyek, parazita szinglik, freeterek vagy hikikomorik. A szatori-generáció Japánban nagyjából a koreai szampo-generációnak felel meg, és némileg hasonlít a tajvani eper-generációhoz.